# (31075) 1996 XV
(31075) 1996 XV est un astéroïde de la ceinture principale d'astéroïdes découvert en 1996.

## Description
(31075) 1996 XV a été découvert le 1er décembre 1996 à Chichibu, dans la préfecture de Saitama, au Japon, par Naoto Satō.

### Caractéristiques orbitales
L'orbite de cet astéroïde est caractérisée par un demi-grand axe de 3,10 ua, un périhélie de 2,81 ua, une excentricité de 0,09 et une inclinaison de 1,41° par rapport à l'écliptique. Du fait de ces caractéristiques, à savoir un demi-grand axe compris entre 2 et 3,2 ua et un périhélie supérieur à 1,666 ua, il est classé, selon la JPL Small-Body Database, comme objet de la ceinture principale d'astéroïdes.

### Caractéristiques physiques
(31075) 1996 XV a une magnitude absolue (H) de 14,4 et un albédo estimé à 0,389.